# Idli
Idli je rahel kolaček velikosti okoli 5 cm v premeru iz zmesi riža in fižola, ki se tradicionalno uživa predvsem za zajtrk v južni Indiji in na Šrilanki. Je rahlo kiselkastega okusa in lahko prebavljiv. 

## Priprava
Idli se pripravlja nad soparo iz umešanega testa iz kvašene zmesi parjenega riža in fižola mungo (Phaseolus mungo) brez ovojnice. Za pospešitev mikrobnega vrenja se lahko doda del starejše matice. Zmes počiva 16-24 ur pri temperaturi 25-35 stopinj Celzija. Pri tem se sprva razrastejo heterofermentativne mlečnokislinske bakterije Leuconostoc mesenteroides in kvasovke Saccharomyces cerevisiae, Debaromyces hansenii, Pichia anomala ter Trichosporum pollulans, kasneje še Trichosporum cutaneum; v zaključni stopnji prevladujejo Saccharomyces cerevisiae. Zaradi vrenja se zniža pH in nastaja plin, zato testo vzhaja in pridobi značilno luknjičavost. Poleg tega kvasovke zvišajo količino vitamina B in razgradijo fitinsko kislino, kar poveča biološko razpoložljivost železa.